# جاسبار جانتي
جاسبار جانتي (بالإسبانية: Gaspar Gentile)‏ (16 فبراير 1995 في الأرجنتين - ) هو لاعب كرة قدم أرجنتيني في مركز مهاجم ‏.

## روابط خارجية
- جاسبار جانتي على موقع قاعدة بيانات كرة القدم.إي يو (الإنجليزية)
- جاسبار جانتي على موقع Soccerway.com (الإنجليزية)